# 新羅語
新罗语指的是朝鲜半岛三国时期新罗使用的语言。
有韩国学者认为，新罗语与高句丽语、百济语存在相似性。有些学者认为高句丽、百济、新罗使用的是同一种语言的不同方言，他们把这几种话统称为古朝鲜语。并且通过比较，它们和日语、琉球语有明显的亲缘关系。
在古朝鲜的语言中，唯有新罗语保留下来的文献最多，不少借用汉字来表记的乡歌流传至今。新罗语后来经过演变，成为中古朝鲜语。